# Desert Hearts
Desert Hearts ist ein Lesbenfilm-Klassiker von 1985, der auf Grundlage des Buches „Desert of the Heart“ von Jane Rule entstand. Die Hauptrollen spielten Patricia Charbonneau und Helen Shaver. Regisseurin war Donna Deitch. Seine Premiere hatte der Film beim Toronto International Film Festival am 5. September 1985. Gedreht wurde in Reno, Nevada.

## Handlung
Der Film spielt im Jahr 1959. Die Literaturprofessorin Vivian Bell, die an der Columbia University lehrt, 35 Jahre, gutaussehend, recht gefühlskalt, lässt sich von ihrem Professorenkollegen und Mann scheiden, weshalb sie nach Reno kommt. Reno war zu dieser Zeit als Ort für schnelle und unkomplizierte Ehescheidungen bekannt. Cay Rivvers ist zehn Jahre jünger, ein dunkelhaariger Freigeist, arbeitet nachts im Casino des Ortes und töpfert tagsüber in der „Divorce Ranch“ der Freundin ihres verstorbenen Vaters, Frances. Frances liebt sie wie ihre Tochter, kann jedoch ihren autarken Lebensstil nicht akzeptieren, in dem Cay offensiv ihre Neigung zu Frauen auslebt. Als Cay auf Vivian trifft, entdeckt diese unbekannte Gefühle und lange verborgen gebliebene Seiten ihrer Persönlichkeit, eigene Wünsche und auch Angst, da sie ihre Karriere in Gefahr sieht. Kurz vor Vivians Heimreise kommt es zu einem Streit, doch kann sie Cay dazu überreden, auf den abfahrenden Zug aufzuspringen und sie zwecks Aussprache zumindest bis zur nächsten Station zu begleiten, wobei das offen gestaltete Ende des Films unklar lässt, ob es zu einer Versöhnung kommt.

## Kritiken
„Donna Deitch erzählt ihre Geschichte sanft, manchmal zu sanft, immer jedoch mit ruhiger Stimme und klarem Aufbau … Das ist so ergreifend und erotisch wie jede Geschichte einer ersten Liebe. Das heißt in erster Linie, daß DESERT HEARTS nicht nur ein Frauenfilm ist. Aber die Männer sehen darin dennoch nicht allzugut aus.“

„Behutsamer Lesbenfilm-Klassiker.“

Arabella Wintermayr schreibt in ihrer Filmkritik mit dem Titel „Simply Telling the Truth“, Desert Hearts sei der erste Film für ein breiteres Publikum, der von der Liebe zwischen zwei Frauen erzählt, ohne sie in irgendeiner Form zu sanktionieren.

## Auszeichnungen
- 1985: Gewinn des Bronze Leopard beim Internationalen Filmfestival von Locarno für Helen Shaver für ihre Rolle als Vivian Bell
- 1985: Honorable Mention in der Kategorie Beste Regie – Spielfilm beim Sundance Film Festival für die Regisseurin Donna Deitch
- 1986: Nominierung für den Grand Jury Prize des Sundance Film Festival
- 1987: Nominierung für den Independent Spirit Award in der Kategorie Beste Hauptdarstellerin für Patricia Charbonneau für ihre Rolle als Cay Rivers[4]